# Vad, Cluj
Vad este satul de reședință al comunei cu același nume din județul Cluj, Transilvania, România.

## Galerie de imagini

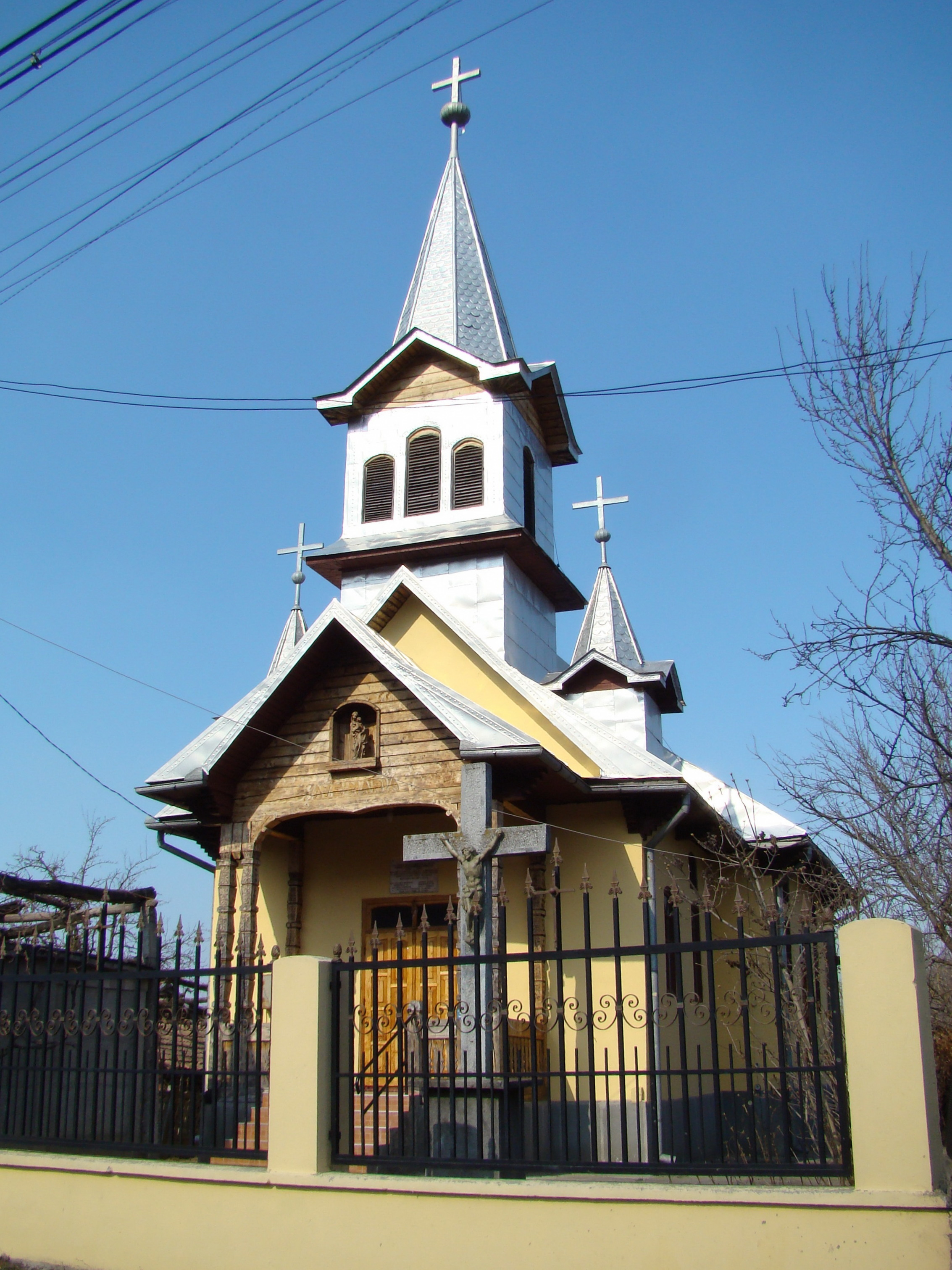
Biserica greco-catolică
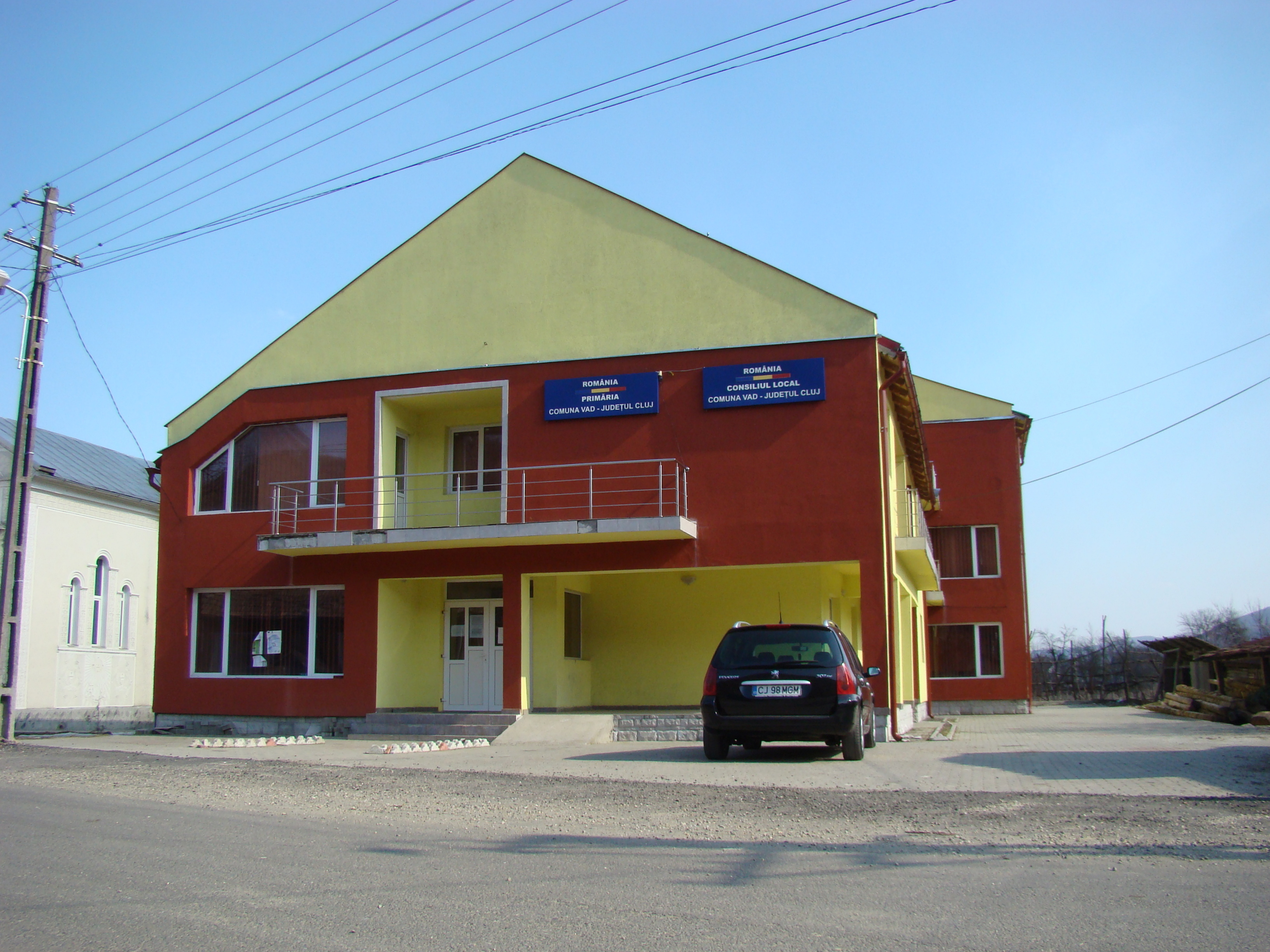
Primăria
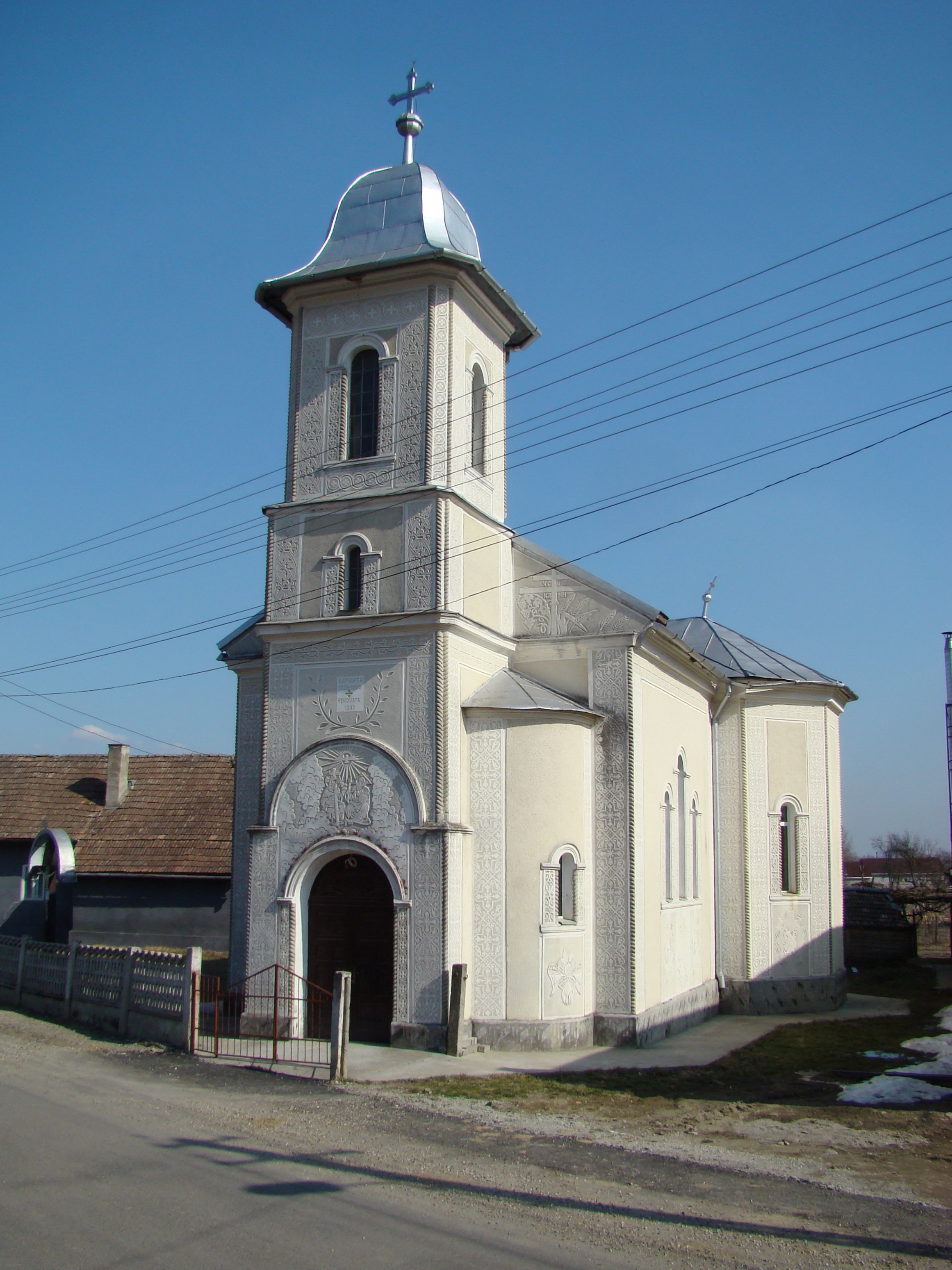
Biserica parohială ortodoxă
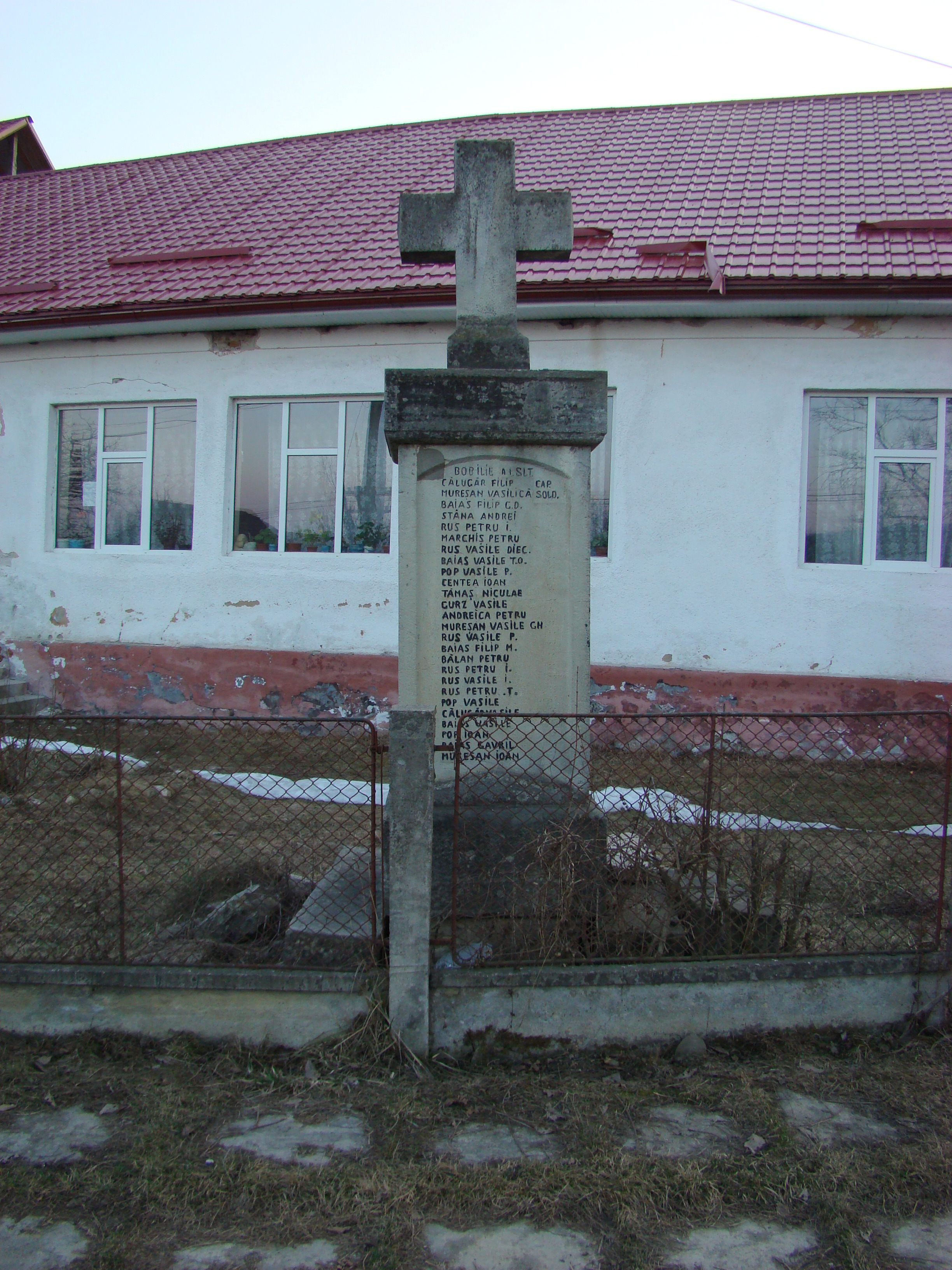
Monumentul Eroilor
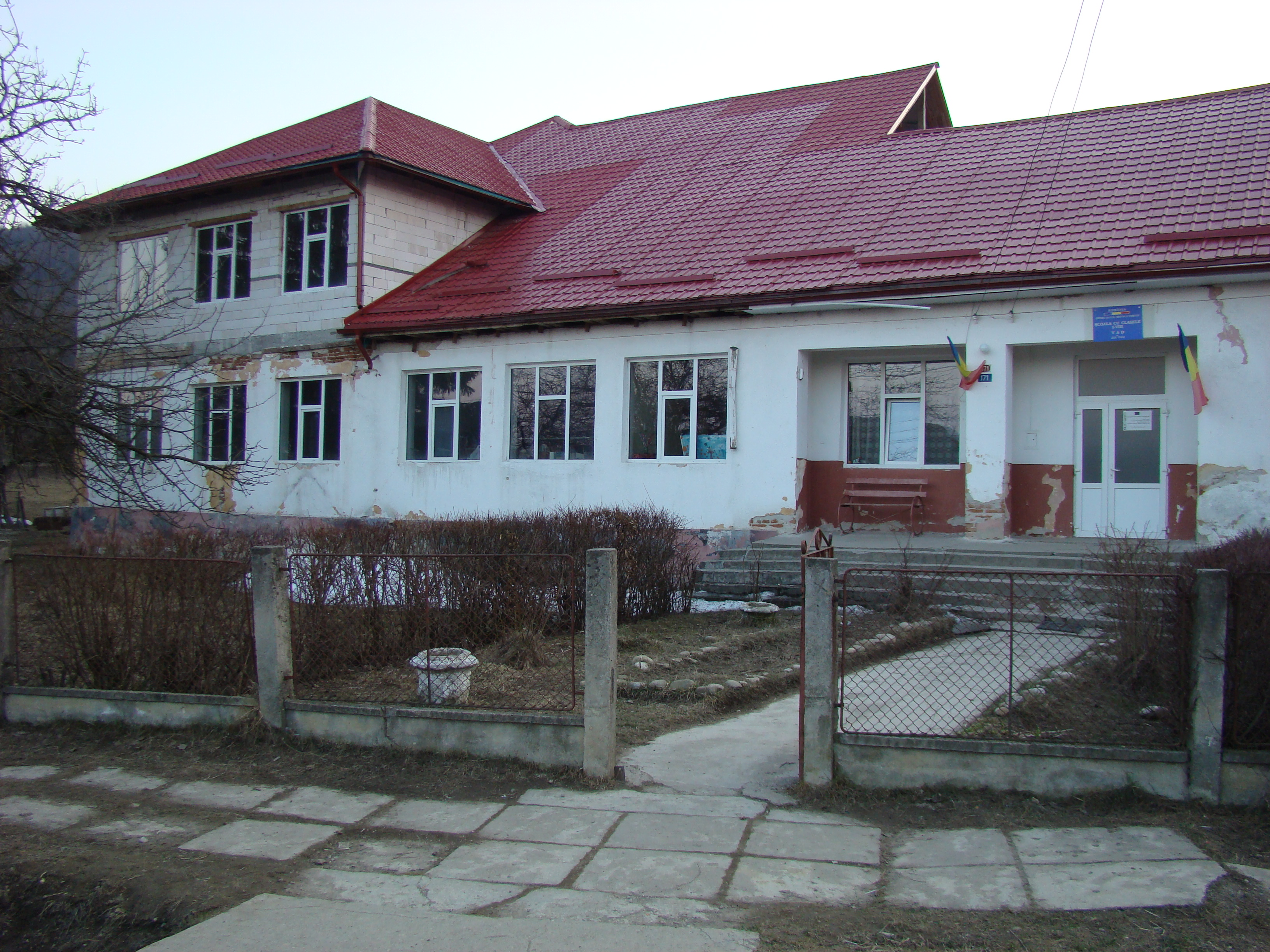
Școala